# Grez-Neuville
Grez-Neuville is een gemeente in het Franse departement Maine-et-Loire (regio Pays de la Loire). De plaats maakt deel uit van het arrondissement Segré. Grez-Neuville telde op 1 januari 2022 1.437 inwoners.

## Geografie
De oppervlakte van Grez-Neuville bedroeg op 1 januari 2022 26,9 vierkante kilometer; de bevolkingsdichtheid was toen 53,4 inwoners per km².

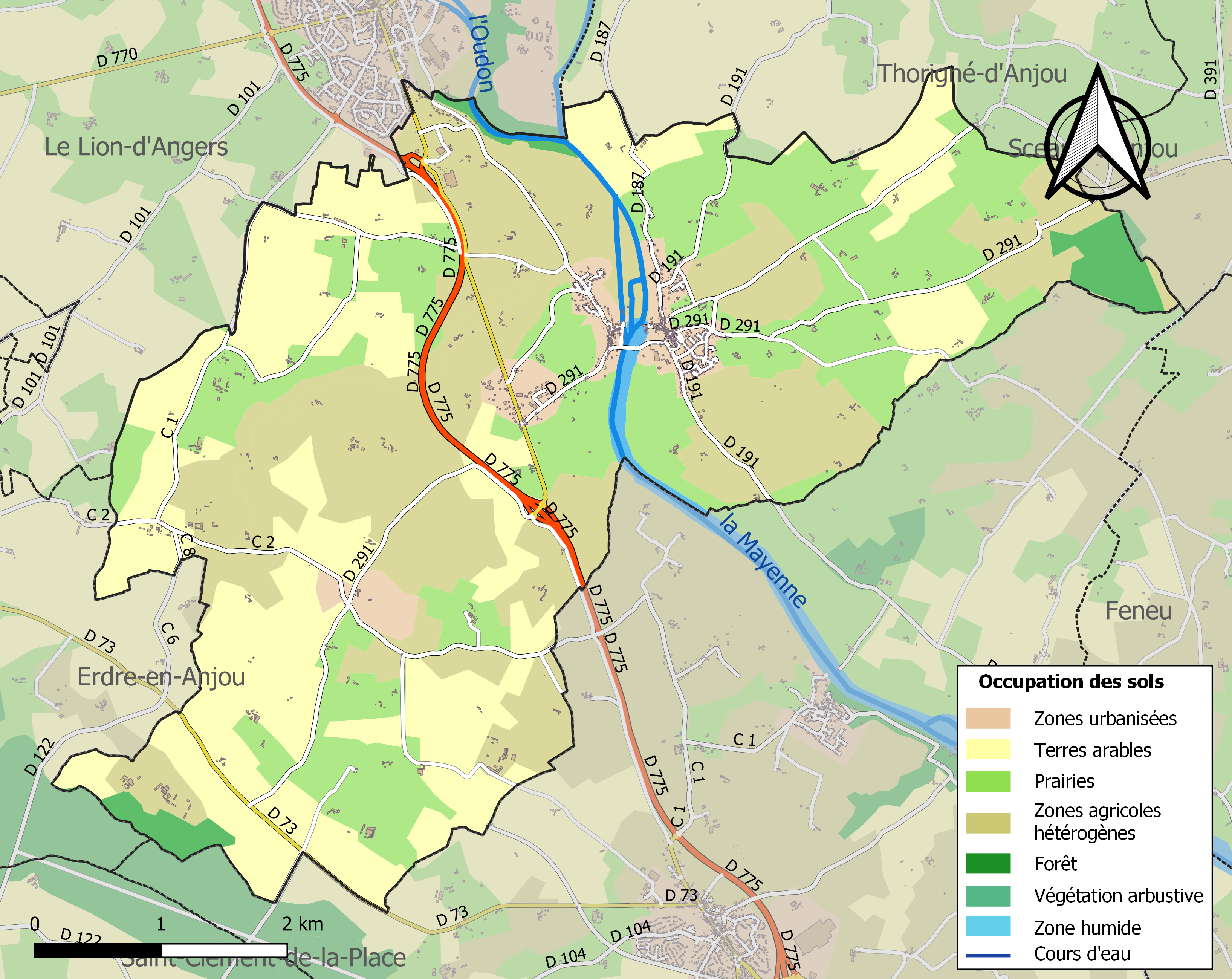
Kaart van de gemeente met de belangrijkste infrastructuur, bodemgebruik en omliggende gemeenten

## Demografie
Onderstaande figuur toont het verloop van het inwonertal (bron: INSEE-tellingen).